# Jürgen Kohler
Jürgen Kohler (Lambsheim, Renania-Palatinado, 6 de octubre de 1965) es un exfutbolista y director técnico alemán.

## Trayectoria
Marcó una época por su juego en el centro de la defensa. Fuerte y hábil con el balón, formó parte de los mejores equipos de su época y llegó a conquistar la Copa Mundial de Fútbol con Alemania en 1990 y la Eurocopa 1996 en Inglaterra, aunque en dicha cita se lesionó en el primer partido y no pudo disputar más. A nivel de clubes llegó a sumar a su palmarés tres campeonatos alemanes, un campeonato italiano y una Copa Italia. También ganó una Liga de Campeones y una copa Intercontinental con el Borussia Dortmund, y una Copa de la UEFA con la Juventus.
Comenzó en el mundo del fútbol en el Waldhof Mannheim, donde militó durante cuatro temporadas. En 1987 fichó por el Colonia para dos años más tarde marcharse al Bayern de Múnich. En el conjunto bávaro sigue demostrando su gran calidad y en 1991 decidió marcharse a Italia, donde firmó con el Juventus de Turín. Allí formó parte de uno de los onces más conocidos de la vecchia signora. Con el equipo turinés llega a disputar 102 partidos y marcó 8 goles. En la temporada 1995/96 volvió a Alemania, esta vez a las filas del Borussia Dortmund, y ganó varios títulos. Fue nombrado en 1997 mejor jugador del año. También fue entrenador, cargo que ha tenido en la selección sub-21 de Alemania, en el MSV Duisburgo y en el VfR Aalen.

## Selección nacional
Fue internacional con la selección de fútbol de Alemania en 105 ocasiones y marcó 2 goles.

### Participaciones en Copas del Mundo
| Mundial                        | Sede           | Resultado        |
| ------------------------------ | -------------- | ---------------- |
| Copa Mundial de Fútbol de 1990 | Italia         | Campeón          |
| Copa Mundial de Fútbol de 1994 | Estados Unidos | Cuartos de final |
| Copa Mundial de Fútbol de 1998 | Francia        | Cuartos de final |

### Participaciones en Eurocopas
| Eurocopa      | Sede       | Resultado |
| ------------- | ---------- | --------- |
| Eurocopa 1988 | Alemania   | Semifinal |
| Eurocopa 1992 | Suecia     | Semifinal |
| Eurocopa 1996 | Inglaterra | Campeón   |

## Clubes

### Como futbolista
| Club              | País     | Año       |
| ----------------- | -------- | --------- |
| Waldhof Mannheim  | Alemania | 1983-1987 |
| F. C. Colonia     | Alemania | 1987-1989 |
| Bayern de Múnich  | Alemania | 1989-1991 |
| Juventus F. C.    | Italia   | 1991-1995 |
| Borussia Dortmund | Alemania | 1995-2002 |

### Como entrenador
| Club / Selección             | País     | Año       |
| ---------------------------- | -------- | --------- |
| Selección sub-21 de Alemania | Alemania | 2002-2003 |
| M. S. V. Duisburgo           | Alemania | 2005-2006 |
| V. f. R. Aalen               | Alemania | 2008      |
| Bonner S. C.                 | Alemania | 2012      |
| E. G. C. Wirges              | Alemania | 2013-2015 |
| S. C. Hauenstein             | Alemania | 2015-2016 |
| V. f. L. Alfter              | Alemania | 2016-2017 |
| Viktoria Colonia             | Alemania | 2018-2020 |

## Palmarés

### Como futbolista

#### Campeonatos nacionales
| Título                | Club / Selección  | País     | Año     |
| --------------------- | ----------------- | -------- | ------- |
| Bundesliga            | Bayern de Múnich  | Alemania | 1989-90 |
| Supercopa de Alemania | Bayern de Múnich  | Alemania | 1990    |
| Supercopa de Alemania | Borussia Dortmund | Alemania | 1995    |
| Bundesliga            | Borussia Dortmund | Alemania | 1995-96 |
| Supercopa de Alemania | Borussia Dortmund | Alemania | 1996    |
| Serie A               | Juventus F. C.    | Italia   | 1994-95 |
| Copa Italia           | Juventus F. C.    | Italia   | 1994-95 |
| Bundesliga            | Borussia Dortmund | Alemania | 2001-02 |

#### Copas internacionales
| Título                 | Club / Selección      | País     | Año     |
| ---------------------- | --------------------- | -------- | ------- |
| Copa Mundial de Fútbol | Selección de Alemania | Alemania | 1990    |
| Copa de la UEFA        | Juventus F. C.        | Italia   | 1992-93 |
| Eurocopa               | Selección de Alemania | Alemania | 1996    |
| Liga de Campeones      | Borussia Dortmund     | Alemania | 1996-97 |
| Copa Intercontinental  | Borussia Dortmund     | Alemania | 1997    |

#### Distinciones individuales
| Distinción                       | Año  |
| -------------------------------- | ---- |
| Equipo del Torneo de la Eurocopa | 1992 |
| Futbolista Alemán del Año        | 1997 |